# SAM (autocarros)
A SAM (Sociedade de Automóveis da Madeira) é uma empresa portuguesa de autocarros para o transporte interurbano, que opera na zona leste da ilha da Madeira, ligando a cidade do Funchal a diversas localidades dos concelhos de Santa Cruz, especificamente nas freguesias de Santa Cruz e Caniço, e de Machico. Também opera o serviço de transfer (aerobus), desde a Praia Formosa ao centro do Funchal, em 20 minutos, e daí até ao aeroporto, em 30 minutos. No total, transporta cerca de 2,4 milhões de passageiros por ano.
Segundo dados de 2009, emprega 104 colaboradores e possui uma frota constituída por 50 autocarros de transporte interurbano, 40 autocarros de turismo e 4 aerobus.

## História
A SAM - Sociedade de Automóveis da Madeira, Lda. foi criada em 1945, com uma frota de três autocarros. Inicialmente operava carreiras urbanas no Funchal, ligando o centro da cidade a São Roque e Monte. Já as ligações entre o Funchal e a zona leste da Madeira — Santa Cruz e Machico — eram asseguradas e operadas pela Empresa Automobilista do Leste da Madeira, Lda., cujas quotas eram detidas na íntegra pela SAM. Em 1983, as carreiras urbanas no Funchal passam a ser exploradas por uma nova empresa, a Transfunchal, S.A., que foi posteriormente adquirida pelo governo regional, em 1987, para a criação de uma nova transportadora urbana que cobrisse toda a cidade, a Horários do Funchal. Por conseguinte, a SAM viu a sua atividade reduzida, decidindo então investir no negócio de aluguer de autocarros para turismo.
Em 2011, o autocarro que faz a ligação Funchal-Machico foi o primeiro na região a permitir o acesso gratuito à Internet aos seus passageiros, graças a uma parceria entre a ZON Madeira e a SAM.